# Victory (Motorrad)

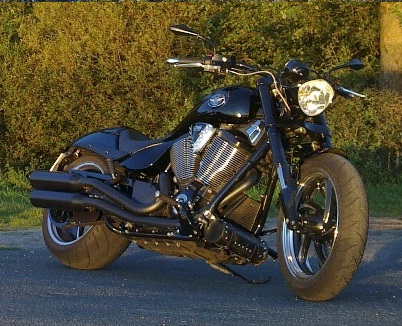
Victory Hammer Eight-Ball

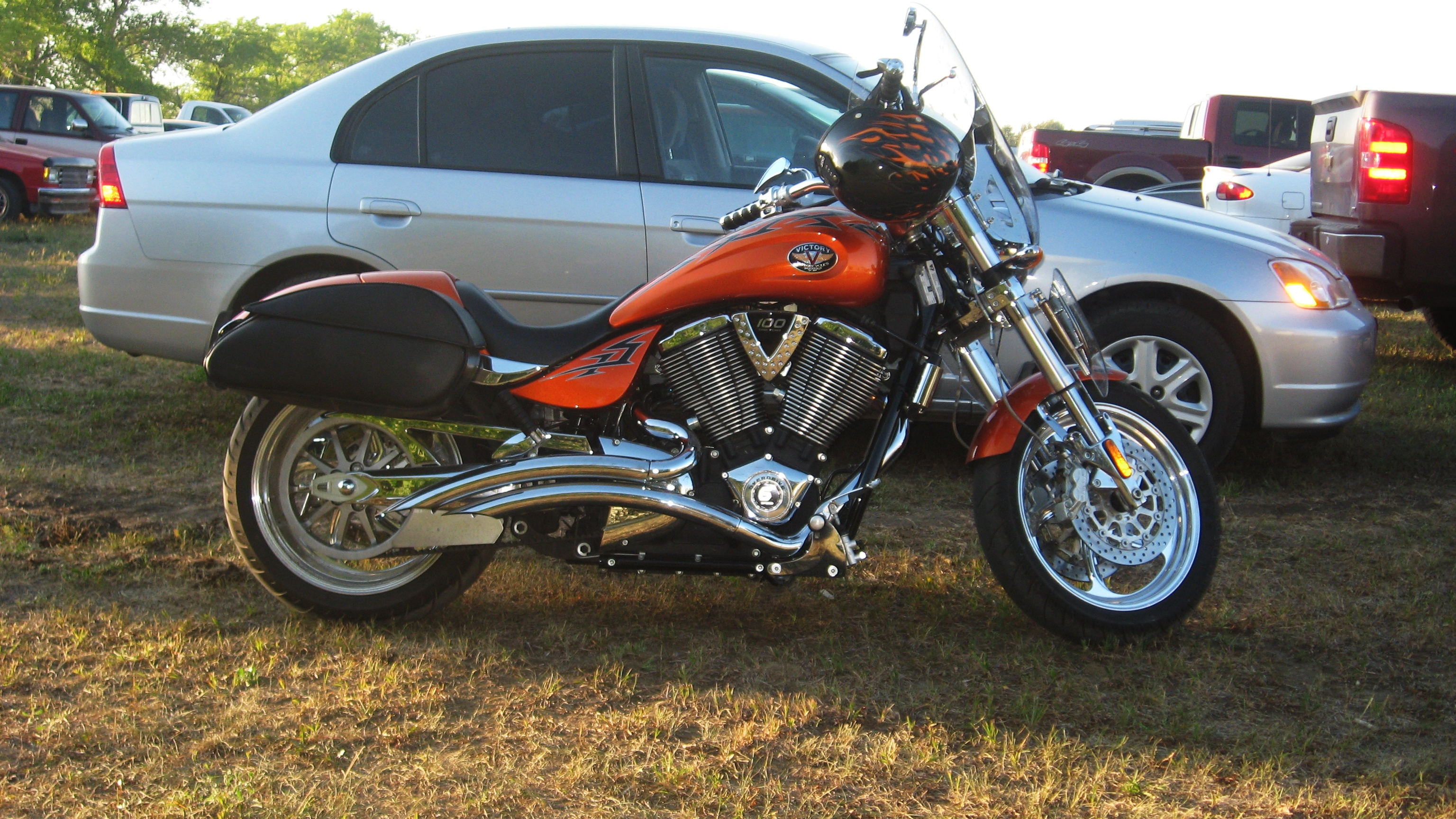
Seitenansicht einer Victory

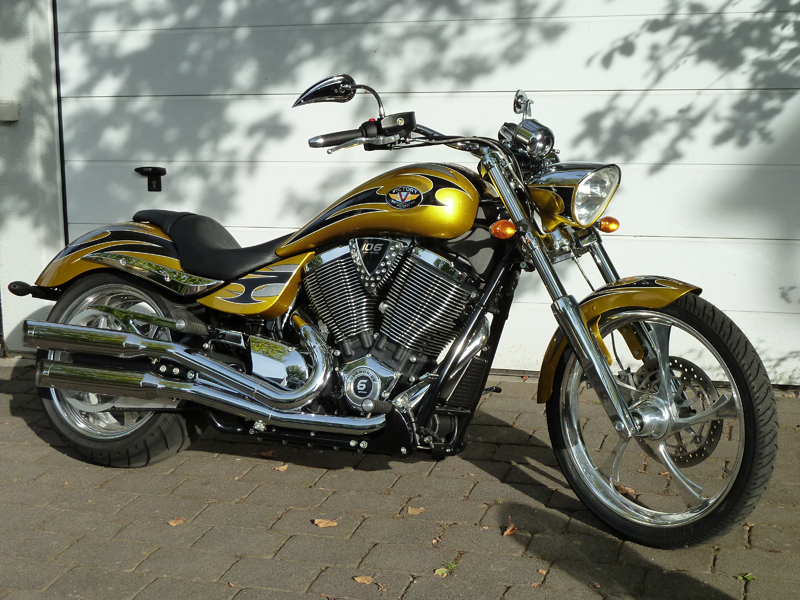
Victory Jackpot (2010)

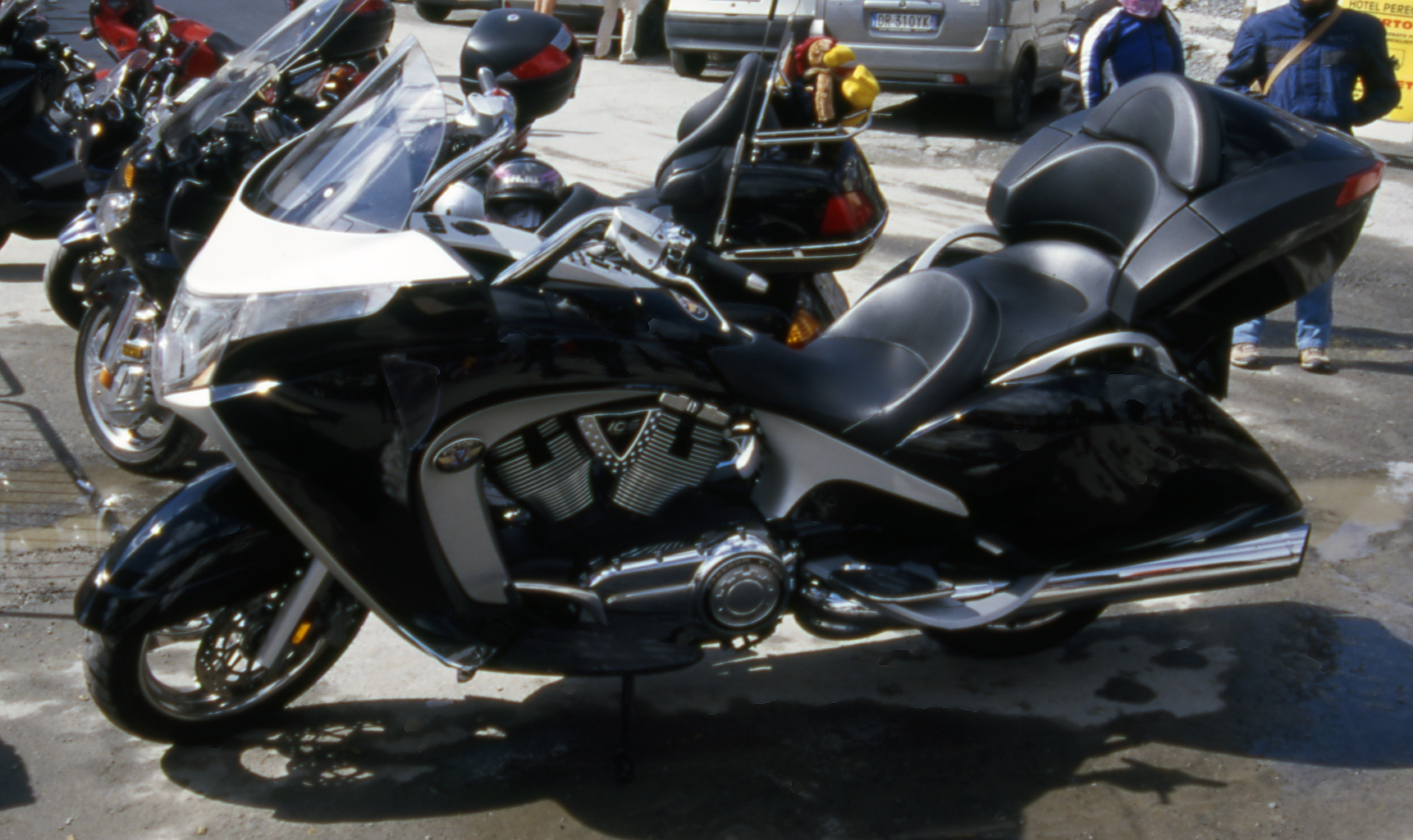
Victory Vision Tour

Victory Motorcycles war ein Motorradhersteller mit Firmensitz in Minneapolis, Minnesota (USA).

## Geschichte
Victory Motorcycles wurde 1997 als Tochtergesellschaft der Polaris Industries gegründet. Die Motorräder waren im Stil von Harley-Davidson mit V2-Motoren als Tourer, Chopper und Cruiser ausgelegt.
Anfang September 2009 gab die Polaris Germany GmbH in einem Newsletter 12 Händler für Deutschland bekannt. Danach wuchs das Händlernetz auf 30 an. Ab Oktober 2009 wurden fünf Modelle über die Zentrale von Polaris in Griesheim nach Europa exportiert, ab Februar 2012 waren alle Victory-Modelle auch in der Schweiz erhältlich. 
Das Unternehmen erwarb auch die Markenrechte von Indian. Es entwickelt, baut und vertreibt Motorräder, die sich an den Mythos der Marke Indian anlehnen und frühere Indian-Modelle (Scout, Chief, Chieftain) in der Optik teils stark zitieren. 
Im Januar 2017 gab Polaris das Ende der Produktion und die Abwicklung der Marke Victory bekannt. Victory hatte von 2011 bis 2015 Verluste eingebracht, ohne Aussicht auf Besserung. Der Konzern konzentriert sich im traditionsbewussten Cruiser-Motorrad-Segment seitdem auf die Marke Indian.

## Modelle
Victory verwendete zwei V2-Motoren in seinen Modellen. Folgende Modelle wurden im Modelljahr 2016 auf dem deutschen Markt angeboten:
- Freedom 106 (Luft-Öl-gekühlter V2-Motor mit 1731 cm³ (106 ci) Hubraum und einem Zylinderwinkel von 50°, er leistet 88 PS und bietet ein Drehmoment von 139 Nm)
  - Cruiser (alle Modelle besitzen ein Leergewicht von um die 300 kg)
    - Vegas 8-Ball
    - Vegas
    - Highball
    - Hammer 8-Ball
    - Hammer S
    - Judge
    - Gunner
    - Boardwalk

  - Bagger (ca. 350 kg)
    - Cross Country
    - Magnum
    - Magnum X-1

  - Touring (ca. 390 kg)
    - Vision Tour
    - Cross Country Tour

- flüssigkeitsgekühlter V2-Motor mit 1179 cm³ Hubraum und einem Zylinderwinkel von 60°, er leistet 104 PS und bietet ein Drehmoment von 103 Nm
  - Octane (243 kg)

Die Preise reichten im Modelljahr 2015 von 12.990 € (Octane) bis 24.900 € (Vision).